# Pejo Javorov
Pejo Javorov (Čirpan, 1º gennaio 1877 – Sofia, 29 ottobre 1914) è stato un poeta simbolista bulgaro.

## Biografia
Nei decenni di evoluzione dopo Petko Slavejkov e i "Giovani" la poesia bulgara aveva realizzato le condizioni per esprimersi internazionalmente, cosa che fece con Pejo Javorov,  autore di melodie stilisticamente e spiritualmente perfette. Di famiglia modesta, dopo essere emerso e venuto all'attenzione di Krăstev e di Slavejkov, ebbe una vita tormentata, costellata di dolori che si impressero nella sua poetica. Fervido sostenitore dell'indipendenza dei "fratelli" macedoni, perse la donna che amava nel 1910. Di lì in breve, prima di partire per la guerra balcanica si sposò con una sua ammiratrice, la cui gelosia rese talmente difficile la vita coniugale, che portò dapprima la donna al suicidio, seguita dal poeta stesso, che rimase prima cieco, e poi morì.
In primis Javorov si fece influenzare dal socialismo e dall'irredentismo macedone, ma poi si fece coinvolgere dagli stimoli individuali e dalla ricerca di linguaggio melodico, aprendo la via al simbolismo bulgaro, ma nel contempo accostandosi anche ad altre correnti come dimostra l'uso delle onomatopee. In "Calliope" (Калиопа) il poeta costruì su di uno stato d'animo i pensieri di un fabbro, che si mescolavano con il rumore della battitura del ferro. In "Sul campo" (На нивата) raffigurò una realtà esterna, la vita dei contadini, elaborandola introspettivamente, facendola diventare un ambiente psichico e annullando con l'armonia il crudo linguaggio dei contadini. Fece riemergere la spiritualità bulgara in "Armeni" (Арменци), dove alcuni esuli di questo popolo oppresso cantavano disgrazie già note ai bulgari. Anche il buio ed il cammino verso la morte erano temi della lirica javoroviana. Anche se ricche di sfumature musicali, le immagini conservavano la loro concretezza.
Javorov si mantenne comunque profondamente bulgaro, facendolo divenire però un fatto psichico, che interpretava l'ambiente che lo circondava, attraverso gli occhi di "bulgaro", vedendo sempre un'ombra, in tutta la luce del proprio paese. Non riuscì invece ad avere una piena realizzazione nella drammaturgia, dove usava la morte, tema universale nella poesia, come espediente troppo facile come unica fuga di fronte alle situazioni.
Javorov inizialmente si avvicinò al realismo e in un periodo successivo aderì al Simbolismo, caratterizzandosi sia per la varietà dei temi descritti nelle sue opere sia per l'originalità linguistica, sintattica e fonetica.

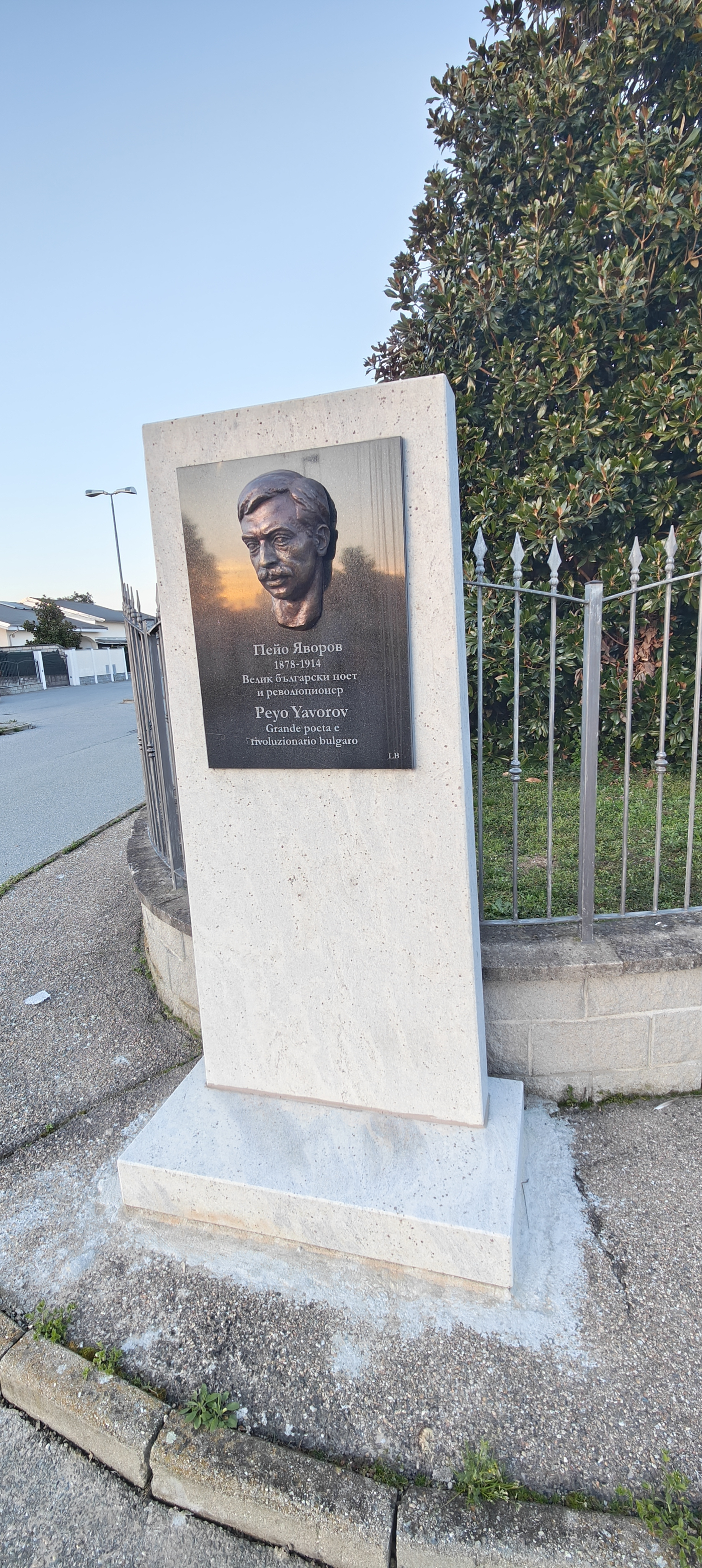
Borgo Vercelli, frazione Bivio Sesia, monumento di Lyudmil Blazev a Pejo Javorov per suggellare l'amicizia e i rapporti fra la città e il popolo bulgaro. Presente all'inaugurazione anche una delegazione di Čirpan